# Liste der Monuments historiques in Loupiac (Gironde)
Die Liste der Monuments historiques in Loupiac (Gironde) führt die Monuments historiques in der französischen Gemeinde Loupiac auf.

## Liste der Bauwerke
| Bezeichnung          | Beschreibung              | Standort | Kennzeichnung | Schutzstatus | Datum | Bild           |
| -------------------- | ------------------------- | -------- | ------------- | ------------ | ----- | -------------- |
| Schloss Cros         |                           | (Lage)   | PA00125241    | Inscrit      | 1993  | weitere Bilder |
| Kirche St-Pierre     | Erbaut im 12. Jahrhundert | (Lage)   | PA00083608    | Classé       | 1840  | weitere Bilder |
| Gallo-römische Villa |                           | (Lage)   | PA33000148    | Inscrit      | 2011  | weitere Bilder |

## Liste der Objekte
| Bezeichnung | Beschreibung | Standort                       | Kennzeichnung | Schutzstatus | Datum | Bild |
| ----------- | ------------ | ------------------------------ | ------------- | ------------ | ----- | ---- |
| Glocke      | Bronze, 1747 | in der Kirche St-Pierre (Lage) | PM33000584    | Classé       | 1942  |      |